# アズラ・ガーニ
アズラ・キャサリン・ヒラリー・ガーニ（英: Azra Catherine Hilary Ghani, FMedSci）はイギリスの疫学者で、インペリアル・カレッジ・ロンドン感染症疫学教室の教授である。感染症の数学的モデリングを専門としマラリア、牛海綿状脳症、コロナウイルスなどを検討する。世界保健機関と協力してマラリア撲滅の技術戦略に取り組んできた。MRC国際感染症分析センター（英語版）の副ディレクターを務める。

## 幼少期と教育
ガーニの両親は、フェローズとヒラリーという。ケンブリッジ大学で数学を学び1989年に卒業、サウサンプトン大学に移って科学的技法オペレーションズ・リサーチを研究、修士号を得る。1993年にインペリアル・カレッジ・ロンドンの博士課程において淋病と性的パートナーのネットワークを疫学的に調べ、博士号を取得。オックスフォード大学でウェルカム・トラストより助成金を得て研究したのち、インペリアル・カレッジ・ロンドンに移り王立協会ドロシー・ホジキン研究フェローとして研鑽を続ける。

## 研究と履歴
2005年、ガーニはロンドン大学衛生熱帯医学大学院教員に任命された。ここでマラリアに関心を持ち、わけても疾病の複雑さと、よりよく制御するには科学と社会の多くの側面を理解する必要性にひかれた。2007年にインペリアル・カレッジ・ロンドンに戻ると感染症疫学の教授およびマラリアのモデリング研究グループの責任者を務める。その研究ではマラリア、牛海綿状脳症、HIV、SARS、コロナウイルスなどの感染症の疫学について考察する。マラリアの伝染動態をよりよく説明できる数学モデルを開発し、その模式により伝染動態が人間と蚊の両方にどのように影響するか視覚化し、この病気との戦いに洞察を与えた。ガーニは世界保健機関マラリア政策諮問委員会で委員を拝命し、また海綿状脳症諮問委員に選出された。 
2017年、ガーニはイギリス医科学院会員（英語版）に選出される。感染症に関する知見を通して、ガーニは公衆衛生への介入によりよい情報提供を図ろうとしている。2020年には新型コロナウイルスのパンデミックの最中に、自主的な隔離と家庭検疫ならびにソーシャル・ディスタンスを実施すると、コロナウイルスに起因するイギリス国内の死者数を2万人に抑制できる可能性があると報告した 。またニール・ファーガソンと協力してパンデミックの期間中の発症数は国民保健サービスが対応できる限界を超えるであろうと提示した。 

## 受賞と栄典
- 2017年、イギリス医科学院（Academy of Medical Sciences）会員に選出[7]
- 2017年、王立熱帯医学衛生学会、チャーマーズ章受章[12]

ガーニは王立統計学会のフェローである。

## 主な出版物
- Cheng, Allen (2009-05-13). Faculty of 1000 evaluation for Pandemic potential of a strain of influenza A (H1N1): early findings.. doi:10.3410/f.1159624.619929.
- Whittaker, Charles; Slater, Hannah; Bousema, Teun; Drakeley, Chris; Ghani, Azra; Okell, Lucy (2020). Global & Temporal Patterns of Submicroscopic Plasmodium falciparum Malaria Infection. doi:10.1101/554311.
- Donnelly, Christl A; Ghani, Azra C; Leung, Gabriel M; Hedley, Anthony J; Fraser, Christophe; Riley, Steven; Abu-Raddad, Laith J; Ho, Lai-Ming et al. (May 2003). “Epidemiological determinants of spread of causal agent of severe acute respiratory syndrome in Hong Kong”. The Lancet 361 (9371):  1761–1766. doi:10.1016/s0140-6736(03)13410-1. ISSN 0140-6736. PMC 7112380. PMID 12781533.
- Imperial College COVID-19 Response Team (2020年3月16日). “Impact of non-pharmaceutical interventions (NPIs) to reduce COVID19 mortality and healthcare demand” (pdf).  Imperial College London. 2020年3月16日閲覧。

### 学位論文、博士論文
- Azra Catherine Hilary Ghani（1997）Sexual patner networks and the epidemiology of gonorrhoea. Thesis (PhD)--University of London. OCLC 1006193417.

- Michael White; Azra Ghani; Jamie Griffin. (2012) Models for measuring and predicting malaria vaccine efficacy. (Ph. D)--Imperial College, London. OCLC 870424079.
- Angelina M Lutambi; Nakul Chitnis; Azra Ghani; Melissa Penny; Thomas A Smith. (2013) "Mathematical modelling of mosquito dispersal for malaria vector control". Diss. Phil.-Nat. University Basel. OCLC 1019686864.
- Emilie Pothin; Azra Ghani; Neil Ferguson. (2013) Modelling antibody responses to malaria blood stage infections : a novel method to estimate malaria transmission intensity from serological data. Imperial College, London. OCLC 1063429291.

- Bhargavi Rao; Azra Ghani. (2015). Barriers to effectiveness : artemisinin combination therapies (ACTs) and the health system. Imperial College, London. OCLC 1063648919.